# Ehnen
Ehnen (en luxemburguès: Éinen; en alemany: Ehnen) és una vila de la comuna de Wormeldange, situada al districte de Grevenmacher del cantó de Grevenmacher. Està a uns 19 km de distància de la ciutat de Luxemburg.